# Chikkaramapura, Chiknayakanhalli
Chikkaramapura là một làng thuộc tehsil Chiknayakanhalli, huyện Tumkur, bang Karnataka, Ấn Độ.